# Avaturma
Avaturma é uma história especial da Turma da Mônica, paródia do filme Avatar, de James Cameron. A história em quadrinhos foi publicada em março de 2011 pela Editora Panini na revista Clássicos do Cinema #24.

## História
A história se passa em um futuro distante, e começa com Cebolinha narrando que a Terra está completamente poluída e que cientistas conseguiram encontrar um planeta que seria capaz de "doar" sementes de árvores para devolver a Terra sua atmosfera limpa, seu nome é Pandemora. Cebolinha é um dos heróis que vão ao planeta, Junto de Cascão e Magali. Franjinha, cientista da nave, cria os "Avaturma", que são seres criados em laboratório baseados nos Navixi, povo indígena do planeta Pandemora. Mas por trás dos cientistas e heróis está o terrível Capitão Feio que deseja roubar os tesouros do planeta.